# Cyanamphoecus cyaneus
Cyanamphoecus cyaneus är en skalbaggsart som först beskrevs av Fauvel 1906.  Cyanamphoecus cyaneus ingår i släktet Cyanamphoecus och familjen långhorningar. Inga underarter finns listade i Catalogue of Life.